# Non desiderare la donna d'altri (film 2004)
Non desiderare la donna d'altri (in originale Brødre, letteralmente Fratelli) è un film del 2004 diretto da Susanne Bier.
Il film si è aggiudicato diversi riconoscimenti, tra i quali il premio del pubblico al Sundance Film Festival del 2005.
Nel 2009 è stato realizzato un remake, intitolato Brothers, diretto dal regista Jim Sheridan ed interpretato da Tobey Maguire, Natalie Portman e Jake Gyllenhaal.

## Trama
Michael ha una moglie, Sarah, due figlie e una promettente carriera militare, mentre l'unico problema nella sua vita è il fratello minore Jannik, che da sempre vive ai margini della legalità. Michael è in procinto di partire per una missione in Afghanistan ma prima della sua partenza va a prendere il fratello appena uscito di prigione.
Un giorno Sarah viene raggiunta dalla terribile notizia della scomparsa di Michael, disperso in missione dopo che l'elicottero su cui si trovava è precipitato. Sarah trova appoggio in Jannik che si dimostra all'altezza della situazione, prendendosi cura della famiglia del fratello. Dopo aver elaborato il lutto, tra Sarah e Jannik scoppia la passione da tempo frenata, ma inaspettatamente Michael torna a casa estremamente traumatizzato dai giorni di prigionia.

## Riconoscimenti
- 2004 - Festival di San Sebastian
  - Miglior attore (Ulrich Thomsen)
  - Migliore attrice (Connie Nielsen)
- Premi Robert 2005
  - Miglior sceneggiatura originale